# Roman Leitgeber
Roman Antoni Hipolit Leitgeber (ur. 11 stycznia 1881 w Poznaniu, zm. 16 listopada 1954 tamże) – dziennikarz, wydawca, działacz społeczno-polityczny.

## Życiorys

### Życie rodzinne
Roman Antoni Hipolit Leitgeber był synem kupca Bolesława Teodora (1835–1896) i Stanisławy z Trąmpczyńskich (1844–1918). Od 30 stycznia 1909 był mężem Józefy Antoniny Brandel (1881–1958), siostry Konstantego Brandla, i miał dzieci: Andrzeja (1909–1994), Witolda Józefa i Krystynę (1919–1977). Zmarł w Poznaniu 16 listopada 1954 i został pochowany na cmentarzu Junikowskim. Spoczywa w mogile m.in. z żoną i synem Andrzejem (pole 4, kwatera 3-15).

### Edukacja i działalność polityczno-wydawnicza
W Poznaniu uczęszczał do gimnazjum Marii Magdaleny, a maturę zdał na Śląsku w Głubczycach. W latach 1902–1906 odbywał studia ekonomiczne na uniwersytecie we Wrocławiu, Berlinie, Monachium, Rostocku i Tybindze. Podczas studiów związał się z ruchem narodowodemokratycznym.  Był członkiem Ligi Narodowej przed 1905 rokiem. Wraz z Bernardem Chrzanowskim, Marianem Seydą i Romanem Szymańskim założył w 1906 w Poznaniu spółkę wydawniczą Nowa Drukarnia Polska. Był w niej członkiem zarządu i redaktorem. Spółka wydawała pisma „Kurier Poznański”, „Orędownik” i „Wielkopolanin”. Członek Komitetu Obywatelskiego, a następnie Wydziału Wykonawczego Rady Ludowej m. Poznania podczas powstania wielkopolskiego. Z mandatu ruchu narodowego przez dwie kadencje zasiadał w radzie miejskiej Poznania (1919–1929). Należał do grona osób, które – zgodnie z inicjatywą Romana Dmowskiego – miały opracować historię Ligi Narodowej. Doprowadził do połączenia w 1919 Nowej Drukarni Polskiej z Drukarnią Polską Edwarda Pawłowskiego oraz do przejęcia drukarni W. Deckera, tworząc zjednoczone zakłady drukarskie Drukarnia Polska w Poznaniu z siedzibą przy ul. Święty Marcin 70, a, w których miał 51% udziałów. Dyrektor administracyjnym tej drukarni w latach 1920–1939. 
9 marca 1919 na zebraniu poznańskiej Rady Ludowej przedstawił koncepcję zmiany nazw ulic z niemieckich na polskie (co poskutkowało przyjęciem około pięćdziesięciu polskich nazw i zmianami na kolejnych posiedzeniach Rady). 
Drukarnia Polska od 1920 wydawała „Gazetę Bydgoską”, od 1927 „Ilustrację Wielkopolską” i „Samochód”, od 1930 „Pomorzanina”, od 1934 „Nowiny Poświąteczne”. Członek Zarządu Wojewódzkiego Związku Ludowo-Narodowego w Wielkopolsce w latach 1925–1928. W latach 1932–1935 z ramienia Stronnictwa Narodowego zasiadał w poznańskim sejmiku wojewódzkim. Mimo pełnienia odpowiedzialnych funkcji w SN, relacje z macierzystym ugrupowaniem – w kontekście wydawania szeregu pism – nie zawsze układały się poprawnie. Należał do zarządów Korporacji Kupców Chrześcijańskich i Związku Towarzystw Kupieckich w Poznaniu, w 1923 współzałożyciel Towarzystwa Miłośników m. Poznania i w latach 1923–1937 członek zarządu tego towarzystwa. Był członkiem Rady Związku Wydawców Dzienników i Czasopism w latach 1934–1939 (w 1939 - wiceprezesem). Po wkroczeniu wojsk niemieckich ukrywał się w Warszawie i w majątku Dylew k. Grójca, a po powstaniu warszawskim przebywał w Częstochowie. Powrócił do Poznania w 1945 i zajął się likwidacją majątku Drukarni Polskiej. Pisywał do „Kuriera Wielkopolskiego” i był autorem Listów z Helu i znanym bibliofilem.